# Medborgarpanel
Medborgarpanel är en form att involvera medborgare i frågor där politiker vill öka bredden i insamlingen av åsikter och ge fler möjlighet att påverka. Det ses ofta som ett komplement i den demokratiska processen för att öka engagemang och förankring utanför den rena politikerkretsen.
En medborgarpanel kan initieras på lite olika sätt. En del blir inbjudna till ett möte i kommunen via brev eller en annons i tidningen där alla är välkomna och man kan lämna sin åsikt. I ett försök har man även testat att skicka ut SMS eller mail via internet för att få fram ungdomars åsikter. 